# Teaching Philosophy
Teaching Philosophy ist eine begutachtete Fachzeitschrift der Didaktik der Philosophie. Sie wurde 1975 von Arnold Wilson gegründet. Sie erscheint vierteljährlich. Gegenwärtig ist die Herausgeberin Maralee Harrell. Zu den namhaften Autoren der Zeitschrift gehören unter anderem Daniel Dennett, Alasdair MacIntyre und Robert C. Solomon. 

## Weblink
- Website von Teaching Philosophy